# Nyodes argentea
Nyodes argentea är en fjärilsart som beskrevs av Emilio Berio 1970. Nyodes argentea ingår i släktet Nyodes och familjen nattflyn. Inga underarter finns listade i Catalogue of Life.